# Gmina Wyznaniowa Żydowska w Jarosławiu
Gmina Wyznaniowa Żydowska w Jarosławiu – gmina żydowska z siedzibą w Jarosławiu.

## Historia Żydów w Jarosławiu

### Okres przed założeniem gminy
W 1571 roku właścicielka Jarosławia Zofia ze Sprowy Odrowąż zabroniła przywilejem „De non telerandis Judaecis” Żydom mieszkanie w mieście więcej niż dwóch naraz. W aktach archiwum miejskiego znajduje się pierwsza wzmianka o Żydach w Jarosławiu dopiero z 1561 roku. W 1613 roku mieszka w Jarosławiu pięciu Żydów. W 1630 roku ówczesna właścicielka Jarosławia ks. Anna Ostrogska wznowiła przywilej z 1571 roku, a w 1676 roku została wznowiona przez króla Jana III Sobieskiego.
U schyłku XVII wieku Żydzi jarosławscy posiadają już własny cmentarz, który założyli z powodu obowiązywania przywileju „De non telerandis Judaecis” nie w samym mieście, lecz daleko za miastem, na Przedmieściu Ruskim za Bramą Pełkińską. Sejm Żydowski obradujący w 1700 roku w Jarosławiu wyraził zgodę na założenie cmentarza żydowskiego w Jarosławiu. Kiedy Żydzi jarosławscy posiadali już swój własny cmentarz i synagogę, przyszła kolej na wybór rabina. Zajęciem pierwszych Żydów jarosławskich było wypożyczanie pieniędzy na procent.

### Historia gminy
Jarosławska Gmina Wyznaniowa powstała w 1845 roku (ukonstytuowała się pod koniec XIII wieku). Składała się z 12 członków Rady i 9 członków Zarządu z urzędu wybieranych na czteroletnią kadencję. Od 1785 roku do jarosławskiego kirkutu należały wszystkie okoliczne wsie. Nad zarządem gminy czuwała Żydowska Rada Narodowa. Została powołana do przestrzegania i nadzorowania praw i interesów żydowskich w mieście. Z chwilą powstania niepodległego państwa polskiego została rozwiązana.
Gmina stanowiła najwyższy szczebel samorządu żydowskiego. Do obowiązków Gminy należało również finansowanie i utrzymanie cmentarza, organizacja pogrzebów i zatrudnienie przełożonego cmentarza, dbanie o opiekę zdrowotną, działalność charytatywną, bractwa rzemieślnicze. Władze wybierano co roku. Z urzędników najważniejsi byli parnasi, czyli seniorzy. Podejmowali oni najistotniejsze decyzję. Ważnym urzędnikiem był rabin, który otrzymywał stałą pensję. W gmachu urzędu Gminy mieściło się również biuro Gemilat Chasudim.
W latach 1704–1737 rabinem Jarosławia był Jehoszaja z Krakowa. Następnymi rabinami byli: Mojżesz Jehoszyja (1737–1765), Jehoszyja Horowitz (1765–1784), Naftrali Herzcharif (1784–1811, Menachem Zew (1811–1825), Chaim Chazar(1825–1835), Izaak Jakub Horowitz (1835–1854), wakat (1854–1867), Samuel Waldberg (1867–1906), Cheskiel Bisen (1906–1914), wakat (1914–1921) i Izaak Steinberg (1921–1939).

## Składy zarządów
1845–1854
- przewodniczący: Maurycy Frenkel
- wiceprzewodniczący: Jakub Raff
- rabin: Izaak Jakub Horowitz
- członkowie Zarządu: Karol Kellermann, Aleksy Hubl, Erhard Stingl, Józef Schwarzmann, Andrzej Schmidt, Gabriel Schwarz, Antoni Seemann.

1854–1876
- przewodniczący: Maurycy Frenkel
- wiceprzewodniczący: Jakub Raff
- rabin: Samuel Waldberg
- członkowie Zarządu: Hersz Brühl, Sander Gabel, Alojzy Hubl, Bernard Frankel, Emil Gottlieb, Saul Ellenberg, Jakub Unger, Leib Rauch, Izrael Nagelstein, Walerian Libel, Dominik Bakalarz.

1876–1883
- przewodniczący: Maurycy Frenkel
- wiceprzewodniczący: Dr Emil Gottlieb
- rabin: Samuel Waldberg
- członkowie Zarządu: Jakub Raff, Dominik Bakalarz, Izrael Nagelstein, Leopold Goldfinger.

1883–1885
- przewodniczący: Emil Gottlieb
- wiceprzewodniczący: Dr Abraham Friedwald
- rabin: Samuel Waldberg
- członkowie Zarządu: Jakub Raff, Izrael Nagelstein, Leopold Golfinger, Henryk Strisower.

1885–1889
- przewodniczący: Jakub Raff
- wiceprzewodniczący: Dr Abraham Friedwald
- rabin: Samuel Waldberg
- członkowie Zarządu: Juliusz Strisower, Emil Gottlieb, Władysław Jahl, Henryk Strisower.

1889–1906
- przewodniczący: Henryk Strisower
- wiceprzewodniczący: Dr Abraham Friedwald
- rabin: Samuel Waldberg
- członkowie Zarządu: Juliusz Strisower, Leopold Golfinger, Maksymilian Segal, Samuel Kornmann, Natan Kurzman, Mayer Robinsohn.

1906–1914
- przewodniczący: Abraham Friedwald
- wiceprzewodniczący: Juliusz Strisower
- rabin: Chaskiel Bisen
- członkowie Zarządu: Maksymilan Segal, Maks Salik, Anzelm Händel, Samuel Kornmann, Dominik Bakalarz, Emanuel Ueberall.

1914–1919
- przewodniczący: Abraham Friedwald
- wiceprzewodniczący: Juliusz Strisower
- rabin: wakat
- członkowie Zarządu: Anzelm Händel, Salo Rossberger, Emanuel Ueberall, Arnold Friedwald.

1919–1921
- przewodniczący: Juliusz Strisower
- wiceprzewodniczący: Maksymilian Segal
- rabin: wakat
- członkowie Zarządu: Anzelm Händel, Salo Rossberger, Emanuel Ueberall, Arnold Friedwald.

1921–1928
- przewodniczący: Juliusz Strisower
- wiceprzewodniczący: Maksymilian Segal
- rabin: Izaak Steinberg
- członkowie Zarządu: Anzelm Händel, Dr Samuel Schorr, Maurycy Blumenfeld.

Zarząd i Rada (1928–1934)
- przewodniczący Zarządu : Juliusz Strisower
- wiceprzewodniczący Zarządu: Dr Maurycy Ettinger
- rabin: Izaak Steinberg
- członkowie Zarządu: Anzelm Händel, Dr Samuel Schorr, Lejzor Goldmann, Dr Maurycy Spatz, Emil Tenzer, Meilech Rauch.
- prezes Rady: Maksymilian Segal
- wiceprezes Rady: Leizor Berisch Goldmann
- członkowie Rady: Roman Reisler, Stanisław Mill, Maks Salik, Henryk Haut, Izaak Rabinowicz, Henryk Salnpeter, Emanuel Ueberall, Mojżesz Wassermann, Szymon Spiegel, Oskar Frieser.

Zarząd i Rada 1934–1939
- przewodniczący Zarządu: Dr Samuel Schorr
- wiceprzewodniczący Zarządu: Leizor Berisch Goldmann
- rabin: Izaak Steinberg
- członkowie Zarządu: Maks Folkmank, Mojżesz Hass, Leib Metzger, Meilech Reich, Dr Wilhelm Schwarzer, Mendel Schläfring.
- prezes Rady: Maks Salik (do 1939)
- wiceprezes Rady: Szymon Spiegel (do 1936)
- członkowie Rady: Jonus Eart, Abraham Glatt, Ozjasz Lug, Szymon Licht, Dr Maurycy Meister, Markus Orenbach, Adolf Pachter, Hermann Rosenfeld, Eliasz Sandig, Chaim Aron Silbiger.

zmiany:
- 1936 – Adolf Rager
- 1939 – Elimelech Reuchel

## Przedstawiciele chasydyzmu w Jarosławiu
- Szymon Maryles (zm. 1850)
- Zacharje Mendel
- Menachew Zew (zm. 1825)